# Замороженный
«Заморо́женный» (фр. Hibernatus) — кинокомедия совместного производства Франции и Италии 1969 года режиссёра Эдуара Молинаро с Луи де Фюнесом в главной роли.
В советском прокате фильм шёл в 1971 году в дубляже киностудии «Мосфильм». В 1990-е годы распространялся на «пиратских» изданиях в авторских одноголосых переводах.

## Сюжет
В понедельник, 2 февраля 1970 года, совместная франко-датская экспедиция под руководством Янсона, проводя свои штатные исследования в Гренландии, обнаруживает тело человека, замороженного в куске льда. Рядом также были найдены обломки корабля «Голланд», исчезнувшего в 1905 году. Обувь замороженного похожа на обувь начала века, поэтому исследователи делают вывод — человек пролежал подо льдом почти 65 лет.
Во Франции профессору Эдуару Лорьеба, специалисту по искусственному замораживанию, и профессору Баркову, главе психиатрической службы, удаётся вернуть замороженного к жизни. Лорьеба выдвигает гипотезу, что в 1905 году пароход «Голланд», транспортируя жидкий глицерин, столкнулся со льдиной. В результате человек был облит глицерином и мгновенно замёрз. Глицерин же послужил защитным коконом, который не дал телу разложиться за 65 лет.
Замороженный оказывается дедом жены фабриканта Юбера де Тартаса (Луи де Фюнес), о чём ему сообщил лично министр внутренних дел. Эта новость совсем не радует мсье де Тартаса, ведь фирма, которой он руководит, принадлежит его жене Эдме, и появление нового родственника может поставить под вопрос его позиции. Поэтому он с радостью соглашается на предложение оставить деда в распоряжении учёных, с чем, однако, категорически не согласна Эдме. Она считает бесчеловечным отвести ему роль подопытного кролика и настаивает на том, чтобы он жил в их доме, а в случае, если Юбер станет противиться этому, грозится лишить его прав на фабрику. Скрепя сердце Юбер соглашается, но как этого добиться, если сам министр следит за ходом эксперимента и считает его невероятно важным для Франции. Де Тартасам остаётся только одно — похитить родственника. С помощью профессора Биболини они придумывают хитроумный план и успешно реализуют его. Но самые большие проблемы у них возникают дома, ведь для того, чтобы дед не сошёл с ума, им приходится создать в доме атмосферу начала XX века, да к тому же, быстро освоившись в семье, он начинает ухаживать за невестой их сына…

## Роли исполняли и дублировали
- Луи де Фюнес (Александр Белявский) — Юбер де Тартас
- Клод Жансак (Нина Зорская) — Эдме де Тартас
- Бернар Алан (Евгений Жариков) — Поль Фурнье, «Замороженный», дедушка Эдме
- Оливье де Фюнес (Вадим Грачёв) — Дидье де Тартас
- Мишель Лонсдаль (Юрий Боголюбов) — профессор Эдуар Лорьеба
- Паскаль Маззотти (Олег Голубицкий) — профессор Биболини
- Мартина Келли (Наталья Гурзо) — Софи
- Поль Пребуа (Николай Граббе) — Шарль
- Ив Венсан (Аркадий Толбузин) — месье Крепен-Жожар
- Анник Алан (Вера Бурлакова) — мадам Крепен-Жожар
- Эльетт Демэ (Наталья Головина) — Эвелин Крепен-Жожар
- Жак Легра (Юрий Леонидов) — адвокат
- Клод Пьеплю (Феликс Яворский) — генеральный секретарь министерства внутренних дел
- Мишель Дюплекс — инспектор
- Гарри-Макс — пожилой большой приятель Поля, в оригинале сценария: друг Максим, к которому Поль хочет ехать в гости

- Режиссёр дубляжа — Александр Алексеев
- Звукооператор — Николай Прилуцкий
- Редактор — Л. Балашова